# Bsara
Bsara (franska: Bsara (CR), Bsara (Commune Rurale), arabiska: مديونة (البلدية)) är en kommun i Marocko.   Den ligger i prefekturen Oujda-Angad och regionen Oriental, i den nordöstra delen av landet, 400 km öster om huvudstaden Rabat. Antalet invånare är 1 922.